# Tibori Szabó Zoltán
Tibori Szabó Zoltán (Gyulafehérvár, 1957. december 25. –) erdélyi magyar újságíró, szerkesztő, műfordító, egyetemi tanár.

## Életútja
Középiskoláit Aranyosgyéresen, felsőfokú tanulmányait a kolozsvári Műegyetem Gépészmérnöki Karán (1983), majd a BBTE-n, pedagógia szakon végezte (1984). Újságírást és történelmet az Amerikai Egyesült Államokban (1995, 1996, 2002) tanult, közben különböző lapoknál vendégszerkesztőként dolgozott. Doktori tanulmányait a BBTE bölcsészkarán végezte (2007).
1983–85 között kohómérnök a nagyváradi Mechanikai Vállalatnál, majd a kolozsvári Nehézgépgyártó Kombinátban; 1985–88 között tudományos kutató a kolozsvári Hűtő- és Élelmiszeripari Berendezések Kutató és Tervező Intézetében. 1988–89 között az Igazság tudományos és művészeti rovatának munkatársa volt. 1989 második felében munkanélküli. Az 1989. decemberi romániai fordulat után a kolozsvári Szabadság egyik alapítója és szerkesztője, 1990–97 között főszerkesztője, majd főmunkatársa; közben az újvidéki Magyar Szó kolozsvári, 1997-től a Népszabadság romániai tudósítója, 2000-től az Erdélyi Művészet c. folyóirat munkatársa. 2003-tól a BBTE Politika-, Közigazgatás- és Kommunikációtudományi Karán a tényfeltáró, politikai és gazdasági újságírás, a nemzetközi, amerikai és hírügynökségi sajtó kurzusok előadója.
1992-ben megalapította a Minerva Művelődési Egyesületet, amelynek 1997-ig elnöke, 1995–97 között a Minerva Könyvek sorozat kiadója, köteteinek (Teleki Béla erdélyisége. Kolozsvár, 1993; László Dezső: A kisebbségi élet ajándékai. Kolozsvár, 1997) szerkesztője volt. Hosszas és bonyolult közigazgatási és bírósági pereskedés nyomán 2009-ben megszerezte az egyesületnek a kolozsvári Napoca (Jókai) utcai ingatlan háromnegyed részét, amely a Szabadság szerkesztőségének székhelye lett.
2002 óta a kolozsvári Babes-Bolyai Tudományegyetem Politika-, Közigazgatás- és Kommunikációtudományi Karának oktatója, 2007 óta tudományos főkutatói, 2012-2021 között egyetemi docensi, 2021-tól habilitált egyetemi tanár minőségben.

## Munkássága
Tanulmányai, interjúi, útirajzai, képzőművészeti kritikái, publicisztikái az említett lapokon kívül a Korunkban és A Hétben, valamint számos erdélyi, felvidéki, vajdasági, magyarországi és nyugati napilapban és folyóiratban jelentek meg.
Az 1956-os magyar forradalom erdélyi és romániai történéseivel kapcsolatos cikkeit, kutatásait előbb a Szabadságban, folytatásokban közölte (2000. november 6–11.), majd Méray Tibor 44 év után (Marosvásárhely, 2001) c. kötetének előszavában összegezte.
Szintén a Szabadságban (1996, 1999, 2003), majd a Históriában (2004/2–3), a Korunkban (2004/8–9) és az RFE/RL East European Perspectives (2004. október), valamint a Tanulmányok a holokausztról (III. Szerk. Randolph L. Braham, Budapest, 2004). közölte az erdélyi és a romániai holokausztról írt tanulmányainak egy részét. A témával kapcsolatos, többnyire a Szabadságban megjelent írásaiban a múlttal való őszinte szembenézést, az áldozatok megkövetését, a felelősségvállalást és a vészkorszakban emberségesen viselkedők példájának a felmutatását szorgalmazta. További kutatásait összegező kiadványok: 
- Élet és halál mezsgyéjén. Zsidók menekülése és mentése a magyar–román határon 1940–1944 között (Kolozsvár, 2001; román nyelvű bővített kiadása: Frontiera dintre viaţă şi moarte. Refugiul şi salvarea evreilor la graniţa româno-maghiară. 1940–1944. Bukarest, 2005);
- Küzdelem az igazságért. Tanulmányok Randolph L. Braham 80. születésnapjára (szerk., Budapest, 2002);
- A holokauszt Magyarországon európai perspektívában (Budapest, 2005; The Holocaust in Hungary: Sixty Years later. New York 2006);
- Árnyékos oldal. Zsidó identitástudat Erdélyben a holokauszt után (Kolozsvár, 2007);
- Randolph L. Braham - Tibori Szabó Zoltán: A magyarországi holokauszt földrajzi enciklopédiája. I–III. (Budapest, 2007);
- Randolph L. Braham - Tibori Szabó Zoltán: Az észak-erdélyi holokauszt földrajzi enciklopédiája (Budapest–Kolozsvár,  2008);
- Zsidlic. A Kolozsvári Zsidó Gimnázium története (1940-1944) - The History of The Jewish High School of Kolozsvár (1940–1944) (Kolozsvár, 2012);
- Randolph L. Braham - Tibori Szabó Zoltán: Enciclopedia geografică a Holocaustului din Transilvania de Nord (Bukarest–Kisinyov,  2019).

Az erdélyi magyar zsidóság holokauszt utáni önazonossági stratégiáiról, a többes identitás dilemmáiról, az elvesztett méltóság visszaszerzésének esélyeiről szól a Karácsony Benő emlékének dedikált Árnyékos oldal c. kötete (Kolozsvár, 2007). Bevezető tanulmányával jelent meg Dieter Schlesak Capesius, az auschwitzi patikus c. dokumentumregénye (ford. Hajdú Farkas-Zoltán, Csíkszereda, 2008).
Petru Groza egykori román miniszterelnökről szóló tanulmánya Az Elemző c. budapesti folyóiratban (2006/1), a romániai magyarság helyzetéről, közösségi jogköveteléseiről szóló a párizsi Alternatives Internationale 2008. márciusi számában jelent meg.
Kolozsvár gazdasági életének alakulásáról a Kulcsok Kolozsvárhoz. A föl nem adható város (Kolozsvár–Szeged, 2000), illetve a Közeledő régiók a Kárpát-medencében. Dél-Szlovákia, *Erdély és a Vajdaság gazdasági átalakulása (Budapest, 2004) c. kötetekben, a Králik Loránddal együtt írt Átalakuló régiók. A Partium, a Bánság és Közép-Erdély gazdasága c. kiadványban (Budapest, 2003) közölt tanulmányt. Az erdélyi környezetszennyezési gócpontokról írt riportjai a Greenpeace és más nemzetközi környezetvédő szervezetek munkaanyagává váltak. Nagy vitákat váltottak ki az RMDSZ belső ügyeiről, a Magyarok Világszövetségéről, a státustörvényről, újabban a Sapientia Erdélyi Magyar Tudományegyetemről és általában az egyetemi oktatás színvonaláról írt cikkei.
Tényfeltáró írásaiért, riportjaiért és tudósításaiért több alkalommal sajtóperbe fogták vagy szakmai becsületbíróság elé idézték. Bírái előtt következetesen síkraszállt a sajtó- és a véleményszabadság védelméért, majd az európai szakmai és joggyakorlathoz viszonyító tanulmányokban foglalt állást az újságírói szabadság korlátozása ellen:
- A kisebbségi jogok és a nyilvánosság, in: A nyilvánosság rendszerváltása. Szerk. Vásárhelyi Mária és Halmai Gábor, Budapest, 1998;
- Nacionalizmus és sztereotípiák a kisebbségi sajtóban, in: Médianacionalizmus, kisebbségek és az EU-integráció. Szerk. Ágoston Vilmos, Budapest, 2003;
- Módszertani szempontok a sajtó által tükrözött identitásváltozások feltárására, in: A médiakutatás módszertani követelményei. Szerk. Botházi Mária, Kolozsvár, 2007;
- Tényfeltáró újságírók harca a hatalommal. ME-DOK 2008/1;
- Korrupció és sajtójog. ME-DOK 2008/3).

Interjút készített kortárs erdélyi magyar írókkal és irodalomtörténészekkel (Bálint Tibor, Cs. Gyimesi Éva, Cseke Péter, Fodor Sándor, Kántor Lajos, Kányádi Sándor, Méhes György); képzőművészeti kritikáiban és tanulmányaiban Balázs Péter, Brósz Irma, Debreczeni László, Erdei Erzsébet, Ferenczy Júlia, Forró Antal, Fuhrmann Károly, Gazdáné Olosz Ella, Gy. Szabó Béla, Korodi Jenő, Kusztos Endre, Mohy Sándor, Murádin Jenő, Olajos István, Valovits László és mások munkásságát méltatta-elemezte.
A kisebbségi sors aspektusait feltáró szociográfiai riportjaiból közölt a Szabadság Évkönyv (Kolozsvár, 2002 és 2004), a K. und K. kalandozások avagy a Habsburg-birodalom nyomában a XXI. században (szerk. Miklós Gábor és Szabó Barnabás, Budapest, 2007).
Magyarra fordította Aurel Socol Furtună deasupra Ardealului című memoárjának br. Apor Vilmos győri püspök haláláról szóló fejezetét (Aurel Socol: Kényszerlakhelyen egy européernél. Keresztény Szó, 2006/5), Marilena Alexandrescuval és Vlad Ranetescuval együtt pedig Méray Tibor Budapest 1956 c. könyvét (Budapesta 1956. Atunci şi după 44 de ani. Buk. 2000).
Gondozásában megjelent kötetek:
- Jónáné Szaplonczay Zsófia: Igazat mesélek (memoár, Kolozsvár, 2001);
- Anka Aurél élete és hadisebészeti munkássága (Kolozsvár, 2002).

További kötetei:
- Ferenczy Júlia (képzőművész-monográfia, Kolozsvár, 2000);
- Balázs Péter (képzőművész-monográfia, Kolozsvár, 2002);
- A kolozsvári Minerva története és bibliográfiája, 1920-1948 (Újvári Máriával, Kolozsvár, 2015)
- A kolozsvári Minerva sajtófotó-archívuma; szerk. Tibori Szabó Zoltán (Kolozsvár, 2016)
- A kolozsvári Minerva-archívum gyűjteménykatalógusa; összeáll. Újvári Mária, szerk. Tibori Szabó Zoltán; Minerva Művelődési Egyesület, Kolozsvár, 2019

## Díjak, elismerések
- Táncsics Mihály-díj (1994)
- Nagy Imre-emlékplakett (1995)
- Pulitzer-emlékdíj (1997)
- Kacsó Sándor-díj (EMKE 2000)
- Scheiber Sándor-díj (2010)
- Szabad Sajtó-díj (2014)
- Látó-nívódíj tanulmány (2015)[1]